# Фетлер Вільгельм Андрійович

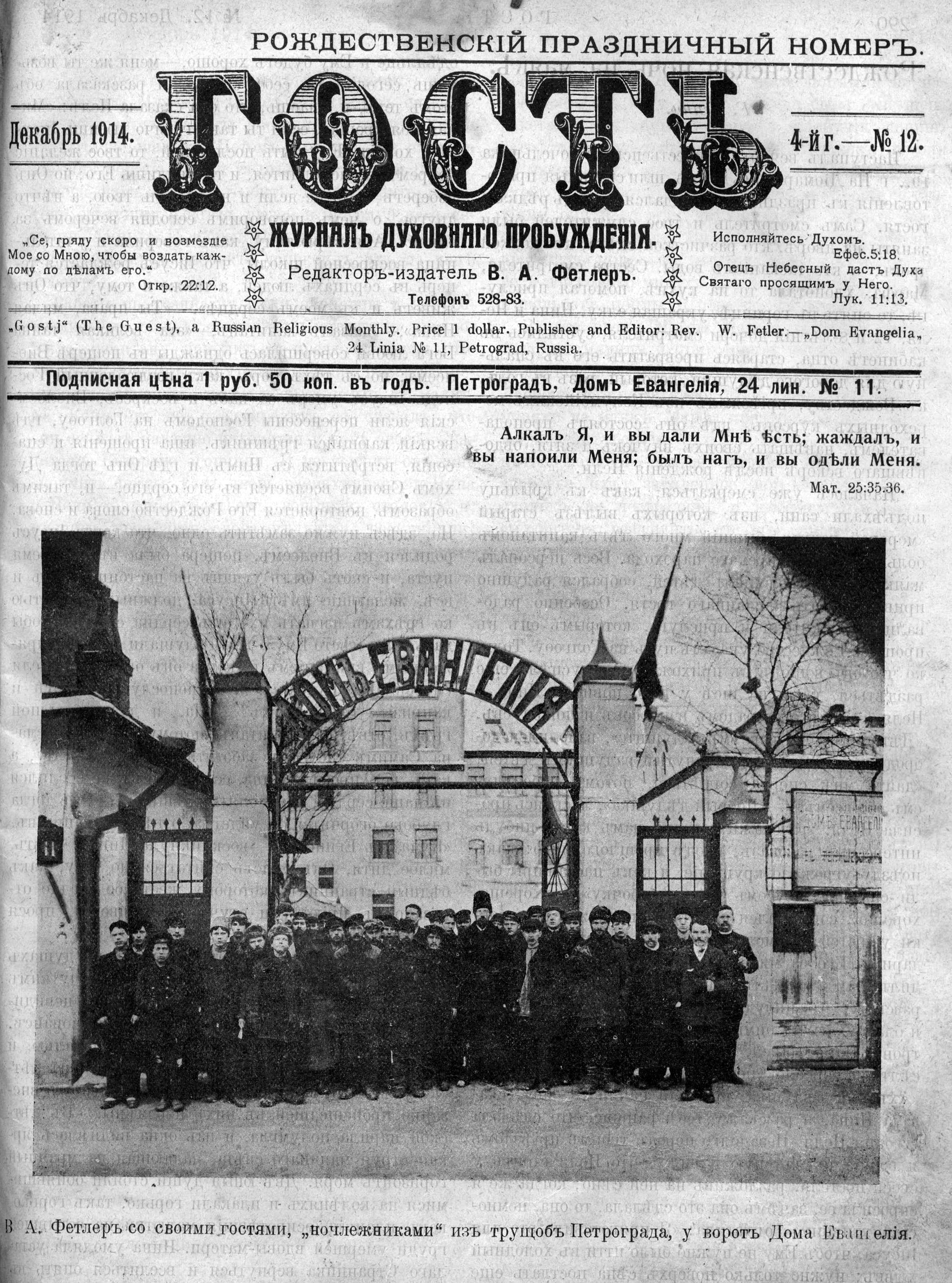
Обкладинка журналу «Гість» № 12 за грудень 1914 року з фотографією Вільгельма Андрійовича Фетлера та його пастви на тлі Будинку «Дім Євангелія» в Петербурзі

Вільгельм Андрійович Фетлер (28 липня 1883, Талси, тепер Латвія — 1957, Берклі, Каліфорнія, США) — російський та латвійський релігійний діяч, баптист. Найбільш відомий як провідна постать російського баптизму у 1907—1915 років.
Син пастора. У 1903—1907 рр. навчався у коледжі баптистів у Лондоні. З 1907 року займався місійною діяльністю у Санкт-Петербурзі, проповідуючи як серед аристократії, так і серед бідняків, включаючи найбідніші верстви суспільства. З його приїздом окрім вже існуючих у Петербурзі громад євангельських християн, утворилася перша церква баптистів. За його сприянням також була створена церква баптистів у Москві.
При його сприянні в Петербурзі був побудований Дім Євангелія (Санкт-Петербург), урочисте відкриття якого відбулося в 1911 році.
В. А. Фетлер займався християнською публіцистикою, редагуючи журнали «Віра» (1909) і «Гість» (1910—1939), також він опублікував ряд катехізаторських брошур.
Фетлер став однією з ключових постатей Петербурзького пробудження у 1910-х роках.
Після початку Першої світової війни, на тлі посилення політики уряду щодо протестантів, він був висланий з Петрограда — спочатку передбачалося вислати його в Сибір, але після вступництва впливових осіб йому дозволили виїхати в Швецію разом із сім'єю. У 1918 році він відкрив Російську біблійну школу в Філадельфії (Пенсильванія), що навчала проповідників з росіян, українців, німців і латишів, які проживали в Північній Америці, у цій школі, зокрема, навчався Петро Вінс і відомий український місіонер Порфирій Ільчук, який з 1920-х років стане одним із провідних діячів п'ятидесятницького руху в Україні. . Потім він переніс свою діяльність в Ригу, потім в Польщу, де до 1924 року займався підготовкою проповідників. Після цього знову повернувся в Ригу, де служив пастором російської баптистської церкви і заснував Біблійний інститут, який готував російських, латвійських і польських проповідників. На момент перед введенням радянських військ в Латвію виїхав в США, де і помер.
Його молодший брат, баптистський пастор і місіонер Р. А. Фетлер, вирішив залишитися в Ригі, і в дні введення радянських військ був арештований разом з дружиною і п'ятьма дітьми. Роберт Андрійович і його два сини померли у в'язниці в 1941—1943 роках, дружина і три дочки були заслані до Красноярського краю, де примусово прожили багато років.